# Fuerteventura
Fuerteventura (špansko: [ˌfweɾteβenˈtuɾa]) je eden od Kanarskih otokov v Atlantskem oceanu, geografsko del Makaronezije in politično del Španije. Je 97 km od obale Severne Afrike. Otok je UNESCO leta 2009 razglasil za biosferni rezervat.
Fuerteventura spada v provinco Las Palmas, eno od dveh provinc, ki tvorita avtonomno skupnost Kanarskih otokov. Glavno mesto otoka je Puerto del Rosario, kjer je ustanovljen Otoški svet, vlada otoka. Otok Fuerteventura je imel 124.152 prebivalcev (leta 2023), četrto največje prebivalstvo na Kanarskih otokih in tretje v provinci. S 1659,74 km² je drugi največji med Kanarskimi otoki, takoj za Tenerifom. Z geološkega vidika je Fuerteventura najstarejši otok v arhipelagu.

## Toponimija
Ime otoka je sestavljeno iz španskih besed fuerte (bodisi 'močen' ali 'trdnjava') in ventura ('bogastvo'). Tradicionalno je ime Fuerteventura veljalo za sklicevanje na močne vetrove (fuertes vientos v španščini) okoli obale otoka in posledično nevarnost za navtične pustolovce. Lahko pa se je nanašalo namesto (ali tudi) na bogastvo, srečo ali usodo.
Leta 1339 je mallorški pomorščak Angelino Dulcert v Planiferio de Angelino Dulcert omenil otok kot »Forte Ventura«.
Druga teorija pravi, da ime otoka izhaja iz Fortunatae Insulae (Otoki sreče), imena, po katerem so Rimljani poznali Kanarske otoke.
Avtohtono ime otoka je bilo pred osvojitvijo v 15. stoletju Erbania, razdeljeno na dve regiji (Jandía in Maxorata), od koder izhaja ime majorero (prvotno majo ali maxo). Vendar pa je bilo predlagano, da je bila v nekem trenutku Maxorata (kar je pomenilo 'otroci države') staroselski toponim celotnega otoka.

## Zgodovina

### Predkolonialna zgodovina
Prvi naseljenci Fuerteventure naj bi prišli iz Severne Afrike. Beseda Mahorero (Majorero) ali Maho se še danes uporablja za opis prebivalcev Fuerteventure in izhaja iz starodavne besede mahos, vrste čevljev iz kozje kože, ki so jih nosili ti prvotni prebivalci. Živeli so v jamah in polpodzemnih bivališčih, od katerih so nekatera bila izkopana in razkrila ostanke zgodnjega orodja in keramike. V starih časih je bil otok prvotno znan kot Planaria, kar se nanaša na ravnino večine njegovega terena.
Feničani so pristali na Fuerteventuri in Lanzarotu.
Okoli leta 1340 je bilo organiziranih več španskih in portugalskih odprav na otoke, sledili pa so jim Mavri in evropski trgovci s sužnji. Ob koncu iberskega osvajanja je bil otok razdeljen na dve kraljestvi Gvančev, eno je pripadalo kralju Guizeju, drugo pa kralju Ayozeju. Ozemlja teh kraljestev so se imenovala Maxorata (na severu) oziroma Jandía (na jugu). Ločevala ju je stena, ki je prečkala ožino La Pared. Nekaj ostankov je ohranjenih. Staro ime za otok, Erbania, izhaja iz imena tega obzidja.

### Osvajanje
Osvajanje otoka se je resno začelo leta 1402, ko sta mu poveljevala francoska viteza in križarska borca Jean de Béthencourt in Gadifer de la Salle. Prispela sta le s 63 mornarji od prvotnih 283, kolikor jih je med potjo dezertiralo. Po prihodu in nastanitvi na Lanzarotu so napadalci naredili nekaj prvih izletov na sosednje otoke. Leta 1404 sta Béthencourt in Gadifer ustanovila Betancurio na zahodni obali, prvo naselbino na otoku. Po številnih težavah je Gadifer prevzel invazijo, Béthencourt pa se je vrnil v Španijo, da bi poiskal priznanje in podporo kastiljskega kralja.
Leta 1405 je de Béthencourt dokončal osvajanje otoka in ustanovil prestolnico v Betancurii (Puerto Rosario je leta 1835 postal otoška prestolnica).
Leta 1424 je papež Martin V. z Betancurijskim pismom odredil ustanovitev škofije Fuerteventura, ki je zajemala vse Kanarske otoke razen otoka Lanzarote. Izvor thisrica je neposredno povezan z dogodki, ki so se zgodili po zahodnem razkolu (1378–1417), saj škof San Marcial del Rubicón iz Lanzaroteja (takrat edina škofija na Kanarskih otokih) ni priznal papeževanje Martina V. in se namesto tega pridružil protipapežu Benediktu XIII. Škofija Fuerteventura je imela sedež v župniji Santa María de Betancuria, ki je slednji podelila status stolnice v Grantu. Po ponovnem prevzemu škofije San Marcial del Rubicón s strani papeža Martina V. je bila škofija leta 1431 Fuerteventura ukinjena, le sedem let po ustanovitvi.
Prvi popis je zabeležil približno 1200 prebivalcev. Populacija se je nato postopoma povečevala. Leta 1476 je ozemlje postalo Señorío Territorial de Fuerteventura, podrejeno katoliškima monarhoma. V kasnejših letih so otok napadli Španci, Francozi in Angleži.

### 2. osvojitev Fuerteventure
Sčasoma je otok prestal številne napade. Odprava pod vodstvom Berberov je vdrla leta 1593 in prišla vse do prestolnice. Za zaščito pred tovrstnimi napadi so ob obali zgradili različne gradove. Prebivalstvo je bilo kot drugi zaščitni ukrep preseljeno v notranjost. Zaradi racij je bil na Fuerteventuro poslan prvi generalni stotnik, ki ga je spremljalo več narednikov, da bi branil otok v imenu krone. Takrat je Betancuria postala verska prestolnica otoka.
Dva velika napada sta se zgodila leta 1740, v razmaku enega meseca. Dve ločeni skupini angleških gusarjev sta poskušali izropati mesto Tuineje. Vendar so te napade uspešno preprečili lokalno prebivalstvo in otoška milica. To uspešno odganjanje vsiljivcev se praznuje na ponovni uprizoritvi, ki poteka v Gran Tarajalu vsako leto oktobra.
Otoški garnizon je bil uradno vzpostavljen leta 1708. Njegov polkovnik je prevzel naziv orožnega guvernerja, dedno, doživljenjsko imenovanje, ki je ostalo v družini Sánchez-Dumpiérrez. Sčasoma je ta družina čedalje bolj pridobila moč nad drugimi otoki prek zavezništev z družino Arias de Saavedra in gospo s Fuerteventure. Istega leta je bila ustanovljena pomožna župnija La Oliva in Pájara, ki je začela delovati leta 1711. 17. decembra 1790 je bila ustanovljena pomožna župnija Tuineje, ki je 23. junija 1792 postala nova župnijska enota pod škofom Taviro, s ozemlja, vključno z delom polotoka Jandía in s 1670 prebivalci. Leta 1780 se je začela industrija plantaž Barralla.

### Do sedanjosti
Leta 1852 je Izabela II. razširila območje proste trgovine na Kanarske otoke. Vojaška otoška vladavina, ki se je začela leta 1708, je bila dokončno razpuščena leta 1859 in Puerto de Cabras (zdaj Puerto del Rosario) - edini občinski sedež na obali - je postal nova prestolnica.
Kanarski otoki so dobili samoupravo leta 1912. Leta 1927 sta Fuerteventura in Lanzarote postala del province Gran Canaria. Sedež otoške vlade (cabildo insular) je v Puerto del Rosario. Leta 2018 je na otoku živelo skupaj 118.574 ljudi.
Do leta 1940 je imel otok letališče (le zahodno od Puerto del Rosario na cesti v Tindayo, vidno še danes). Množični turizem se je začel sredi 60. let 20. stoletja, k čemur je prispevala gradnja letališča Fuerteventura v El Matorralu in prvih turističnih hotelov.
Zaradi bližine (le 100 km) zahodnoafriške obale in dejstva, da je del schengenskega območja, je otok glavna ciljna destinacija za priseljence brez dokumentov. Vendar pa so mnogi umrli med poskusom prečkanja.

## Geografija
Podolgovati otok je dolg 100 km in širok 31 km. Ima površino 1660 km².
Je le 100 km od obale Severne Afrike in je drugi največji med otoki, takoj za Tenerifom, in ima najdaljše bele peščene plaže v arhipelagu. Otok je destinacija za ljubitelje sonca, plaž in vodnih športov. Leži na isti zemljepisni širini kot Florida in Mehika in temperature redko padejo pod 18 °C ali se dvignejo nad 32 °C. Ima 152 ločenih plaž vzdolž svoje obale - 50 km belega peska in 25 km črnih vulkanskih prodov.
Najvišja točka Fuerteventure je Pico de la Zarza (807 m) na jugozahodnem delu otoka. Geografske značilnosti so ožina Istmo de la Pared, ki je širok 5 km in je najožji del Fuerteventure. Otok je razdeljen na dva dela, severni del, ki je Maxorata, in jugozahodni del, imenovan polotok Jandía.

### Podnebje
Fuerteventura ima vroče puščavsko podnebje (Köppen: BWh). Podnebje je blago, vendar večinoma vetrovno skozi vse leto. Otok zato imenujejo otok večne pomladi. Morje uravnava temperaturo zraka in odvrača vroče saharske vetrove stran od otoka. Ime otoka pomeni 'močna sreča' ali 'močan veter', španska beseda za veter je viento. V zimskih mesecih je povprečna najvišja temperatura 22 °C in najnižja okoli 15 °C, medtem ko je poleti povprečna najvišja temperatura 28 °C in lahko pričakujemo najnižjo temperaturo 20 °C. Padavine znašajo približno 147 mm na leto, večina jih pade jeseni in pozimi. December je mesec z največ padavinami.
Peščeni vihar, znan kot Calima (podoben vetru Široko, ki piha severno od Sahare, v Evropo), lahko piha iz puščave Sahara proti severozahodu in lahko povzroči visoke temperature, slabo vidljivost in suh zrak. Temperature ob tem pojavu se začasno dvignejo za približno 10 stopinj Celzija. Veter prinaša fin rdeč prah, fin bel pesek ni napihan iz Sahare, sestavljen je iz ostankov koralnega grebena in lokalnih pretresov morskega dna. Vidljivost lahko pade med 100 in 200 m ali celo nižje, skupaj z zelo visokimi temperaturami pa lahko na otok prinese celo afriške kobilice selke (Locusta migratoria).

### Hidrologija
V zimskih mesecih do 80 % deževnice neuporabljene odteče v ocean, saj ni vegetacije, ki bi zadržala vodo (tudi zaradi prekomerne paše prosto pasečih koz ob obali). Gorski gozdovi, ki so bili še v 19. stoletju, so bili vsi posekani. Namesto tega obstaja veliko obratov za razsoljevanje (na elektriko), ki proizvajajo potrebno količino sladke vode na otoku. Turisti na otoku porabijo približno dvakrat več vode kot domorodni prebivalci Fuerteventure. Vzroki so polnjenje bazenov, zalivanje hotelskih vrtov in pranje perila.

### Geologija
Fuerteventura je najstarejši otok Kanarskih otokov, star 20 milijonov let od vulkanskega izbruha iz kanarskega žarišča. Večji del otoka je nastal pred približno 5 milijoni let in od takrat ga razjedajo veter in padavine. Na morskem dnu ob zahodni obali otoka ostaja ogromna skalna plošča, dolga 22 km in široka 11 km, za katero se zdi, da je nekoč v prazgodovini skoraj nedotaknjena zdrsnila z otoka, podobno kot napovedan prihodnji propad Cumbre Vieja, geološke prelomnice na drugem Kanarskem otoku, La Palma. Zadnja vulkanska aktivnost na Fuerteventuri se je zgodila pred 4000 do 5000 leti.

### Plaže
Mednarodni certifikacijski program Quality Coast Evropske obalne in morske unije je Fuerteventuro izbral med 500 evropskimi destinacijami kot eno najbolj privlačnih turističnih destinacij za obiskovalce, ki jih zanimajo kulturna dediščina, okolje in trajnost. Najboljše plaže za obisk so Playa de Cofete, Playas de Jandia, Playas de Corralejo, Playa de Ajuy in Playas de El Cotillo.

### Rastlinstvo in živalstvo
Otok je dom ene od dveh preživelih populacij ogroženega kanarskega egiptovskega jastreba. Na njem živi tudi veliko divjih psov in mačk. Na nerodovitni, skalnati zemlji živijo barbarski škržatki (Atlantoxerus getulus) in gekoni. Fuerteventura gosti tudi številne ptice selivke in gnezdilke. Na otoku so precejšnje populacije grlice (Streptopelia), navadnih hudournikov in več vrst ščinkavcev, zlasti v bližini počitniških naselij.
Kljub sušnemu podnebju je otok tudi dom presenetljivo velike favne žuželk. Med metulji, ki se pogosto pojavljajo na otoku, sta rumeni metulj Colias hyale in metulj Pontia daplidice, ki se hranita s kserofitnimi križnicami. Otok je tudi dom metulja monarha (Danaus plexippus) in njegovega bližnjega afriškega sorodnika Danaus chrysippus. Okoli počitniških območij, kot je Caleta de Fuste, je vode razmeroma veliko in lahko najdemo vrste kačjih pastirjev, vključno veliki spremljevalec (Anax imperator) in opoldanski škrlatec (Crocothemis erythraea). Peščene sipine in obala otoka so dom številnim vrstam čebel in os, vključno z veliko lončarsko oso Delta dimidiatipenne in čebelo Amegilla canifrons.
Na otoku se pojavljajo tudi jastrebi. Ena najbolj opaznih vrst je Hyles tithymali, barbarski moljevec, ki se prehranjuje z endemičnimi mlečki, kot je Euphorbia regis-jubae. Acherontia atropos, molj smrtoglavec, se prav tako pojavlja na otoku, domnevno pa se prehranjuje s člani družine razhudnikovk (Solanaceae), na primer z Datura innoxia (Velecvetni kristavec) in Nicotiana glauca (drevesni tobak), ki sta običajna plevela v bližini človeških bivališč.
- Tipična kserofitna vegetacija na Fuerteventuri, v nasprotju z gozdovi laurisilva na otokih El Hierro, La Gomera in La Palma, ki so izpostavljeni Zalivskemu toku
- Prehranska rastlina Pontia daplidice na Fuerteventuri. Oprašuje jo Amegilla cavifrons.
- Lovska osa Delta dimiatipenne

## Naravni simboli
Uradna naravna simbola, povezana s Fuerteventuro, sta Chlamydotis undulata fueertaventurae (Kanarska houbara iz družine dropelj) in kaktus Euphorbia handiensis (Cardón de Jandía).

## Demografija
Otok je imel na začetku leta 2023 124.152 prebivalcev. V svoji dolgi zgodovini je Fuerteventura trpela zaradi upada prebivalstva zaradi gospodarskih razmer in podnebja, ki sta ga spremenila v samotni otok. Vendar pa je razvoj turizma v 1980-ih povzročil, da število prebivalcev od takrat narašča iz leta v leto in se je v nekaj manj kot desetletju podvojilo.

## Uprava
Fuerteventura je del province Las Palmas. Otok je razdeljen na šest občin, in sicer:
| Ime                | Otok          | Površina (km2) | Štev. prebivalcev (2023) |
| ------------------ | ------------- | -------------- | ------------------------ |
| Antigua            | Fuerteventura | 250,56         | 13.513                   |
| Betancuria         | Fuerteventura | 103,64         | 811                      |
| La Oliva           | Fuerteventura | 356,13         | 29.174                   |
| Pájara             | Fuerteventura | 383,52         | 21.130                   |
| Puerto del Rosario | Fuerteventura | 289,95         | 43.493                   |
| Tuineje            | Fuerteventura | 275,94         | 16.031                   |
| Fuerteventura      | Skupaj        | 1.659,74       | 124.152                  |

Po drugi strani pa so te občine organizirane v dve združenji: Mancomunidad de Municipios del Centro-Norte de Fuerteventura, ki je nastalo iz La Olive in Puerto del Rosario, preostale občine pa tvorijo Mancomunidad de Municipios del Centro-Sur de Fuerteventura.
Vse občine vodi mestni svet in so članice FECAM (Federacija kanarskih občin). Urejajo jih osnovna zakonodaja lokalnega režima in njihova ekološka pravila.
Po teh občinah je razporejenih približno 100 posameznih naselij. Največji sedeži, ki niso občinski, so Corralejo (v La Oliva; 10.714 prebivalcev leta 2023), Morro Jable (v Pájari; 8245 prebivalcev), Gran Tarajal (v Tuineje; 7584 prebivalcev) in Costa Calma (5704 prebivalcev), vse obalne lokacije novejšega razvoja.
Bližnji otoček Islote de Lobos je blizu Corraleja in je del občine La Oliva.

## Gospodarstvo
Tako Fuerteventura kot Lanzarote sta bila v 16., 17. in 18. stoletju glavna izvoznika pšenice in žit na osrednja otoka arhipelaga; Tenerife in Gran Canaria. Vendar pa ta trgovina ni imela veliko koristi za prebivalce Lanzarote in Fuerteventura (ker so imeli dobiček od te dejavnosti lastniki otokov), kar je povzročilo obdobja lakote, zaradi česar se je del prebivalstva otokov preselil na Tenerife in Gran Canario v poskusu izboljšati svoje življenje. Zato je otok Tenerife postal glavno središče privlačnosti za Majorero in Lanzaroteños, od tod občutek povezanosti, ki je vedno obstajal med temi otoki.
Gospodarstvo Fuerteventure temelji predvsem na turizmu. Primarna turistična območja so okoli obstoječih mest Corralejo na severu in Morro Jable v Jandii ter izključno turistični razvoj Caleta de Fuste, južno od Puerto del Rosario. Drugi glavni panogi sta ribištvo in kmetijstvo (žita in zelenjava). Slavni Majorero sir je lokalno narejen iz mleka avtohtone koze Majorera.
Leta 2009 je Fuerteventura zabeležila najvišjo regionalno stopnjo brezposelnosti v EU na ravni NUTS3, in sicer 29,2 odstotka.

### Turizem
Prvi turistični hotel je bil zgrajen leta 1965, čemur je sledila gradnja letališča Fuerteventura v El Matorralu, kar je naznanilo začetek nove dobe za otok. Fuerteventura je bil s svojimi 3000 sončnimi urami na leto trdno uvrščen na svetovno prizorišče kot glavna evropska počitniška destinacija. Čeprav ima otok v celoti razvite turistične zmogljivosti, ni doživel prekomerne razvitosti, ki jo najdemo na nekaterih drugih otokih, kljub temu ostaja destinacija za pretežno, vendar ne izključno evropske turiste.
Zaradi poletnih pasatov in zimskih valov Atlantika je to celoletni raj za deskarje, najbolj priljubljena pa so bolj izpostavljena območja na severni in zahodni obali, kot sta Corralejo in El Cotillo. Deskanje poteka na lokacijah po otoku. Mornarje, potapljače in velike ribiče privlačijo te čiste modre atlantske vode, kjer so kiti, delfini, marlin in želve običajna znamenitost. Zaradi številnih hribov, ki so prisotni po vsem otoku, ta otok privlači tudi pohodnike.
Peščene plaže najdemo na številnih lokacijah. Zahodne plaže, kot so tiste okoli El Cotillo, so raj za deskanje. Plaže, ki mejijo na obsežne peščene sipine vzhodno od Corraleja, so priljubljene, kot so bolj zaščitene obsežne peščene obale Playa de Sotavento de Jandia na jugovzhodni obali med Costa Calma in Morro Jable. Golo sončenje in kopanje sta norma skoraj na vseh plažah.
Velik del notranjosti s svojimi velikimi nižinami, pokrajinami lave in vulkanskimi gorami je sestavljen iz zaščitenih območij, čeprav obstajajo organizirani izleti in dostop prek njih z vozili.

## Glavne znamenitosti
Zanimivi mesti sta Corralejo in El Jable na severu, ki sta sestavljena iz drobnih peščenih sipin, medtem ko je jug poln dolgih plaž in dolgih zalivov. Nenehni vetrovi, ki pihajo na plažah, so pravi raj za jadranje na deski. Deskanje je običajno na zahodni in severni obali, kjer so veliki valovi. Jadranje na deski je običajno v okolici Corraleja in Playas de Sotavento, jadranje z valovi (jadranje na valovih) pa na obali ob severni polovici otoka. El Cotillo je majhna ribiška vasica na severozahodu otoka, znana po zelo dolgi plaži južno od vasi in nekaj zelo mirnih plažah na severu. Severne plaže, ki jih obiskujejo ljubitelji potapljanja z masko in oboževalci sonca, domačini imenujejo jezera.
V Cofeteju na zahodni strani Jandíe je oddaljena in mogočna hiša – Villa Winter – gleda na morje čez široke plaže. Domnevno ga je zgradil g. Winter na zemljišču, ki ga je podaril generalisimo Franco.
Nekaj časa so bile plaže dom priljubljene naključne atrakcije. 18. januarja 1994 je čezoceanska ladja United States Lines SS American Star (nekdanja America, USS West Point, Australis) med hudo nevihto obstala v Playi de Garcey. V enem letu se je prelomila na dva in kasneje izgubila krmo. Do leta 2007 se je preostanek močno poškodovane ladje zrušil na njen levi bok, se postopoma še bolj nagnil in skoraj popolnoma potopil. Do leta 2008–2012 je večina ostankov končno zdrsnila pod površje.

## Hrana
Kuhinja je dokaj osnovna zaradi običajev in podnebnih razmer. To preprostost si delijo z ostalimi Kanarskimi otoki in podobno kot oni uporabljajo veliko količino rib. Uporabijo tudi vse, kar lahko pridelajo na skoraj neplodni zemlji. To so papas arrugadas, jed iz krompirja, ki se običajno postreže z mojo, omako s pekočo papriko ali s puchero canario, mesno enolončnico.
Morski sadeži se pripravljajo na različne načine tradicionalno, kot so pejines (soljene ribe), jareas ali sancocho (vrsta enolončnice), pripravljene iz rib, običajno kirnje, corvina ali sama, kuhane po soljenju in postrežemo z mojo, krompirjem ali gofiom (vrsta žita). Ljudje so zelo navdušeni tudi nad školjkami, nabranimi na obalah otoka.
Meso, kot sta govedina in svinjina, uporabljajo tudi za pripravo različnih jedi ali preprosto za dušenje, vendar je njihovo glavno kozličje meso, tako od kozličkov kot od starejših živali. Kozo jedo pečeno ali dušeno. Koze niso uporabne samo zaradi mesa – prebivalci Fuerteventura mleko uporabljajo tudi za izdelavo sira majorero, ki je prejel številne nagrade. Majorero je večinoma narejen iz kozjega mleka, včasih pa tudi do 15 % ovčjega mleka. Suši se v pimentovem olju ali moki gofija. Majorero sir in palmero sir sta edina kanarska sira z zaščiteno označbo porekla.